# Rubus forrestianus
Rubus forrestianus är en rosväxtart som beskrevs av Hand.-mazz.. Rubus forrestianus ingår i släktet rubusar, och familjen rosväxter. Inga underarter finns listade i Catalogue of Life.